# Sergio (geslacht)
Sergio is een geslacht van kreeftachtigen uit de klasse van de Malacostraca (hogere kreeftachtigen).

## Soorten
- Sergio guaiqueri Blanco Rambla, Liñero Arana & Beltán Lares, 1995
- Sergio guara (Rodrigues, 1971)
- Sergio guassutinga (Rodrigues, 1971)
- Sergio mirim (Rodrigues, 1966)
- Sergio sulfureus Lemaitre & Felder, 1996
- Sergio trilobata (Biffar, 1970)